# Radovan Zejda
Radovan Zejda (4. prosince 1946 Třebíč – 4. prosince 2021 Jihlava) byl český historik a spisovatel.

## Biografie
Radovan Zejda pocházel z Třebíče, které se také věnoval v rámci své badatelské a spisovatelské činnosti. Absolvoval Gymnázium v Třebíči a následně odešel do Prahy, kde vystudoval Přírodovědeckou fakultu Univerzity Karlovy v Praze. Po sametové revoluci se stal redaktorem časopisu Šlépěje a začal působit jako redaktor nakladatelství ArcaJiMfa. Kolem roku 2000 působil také jako šéfredaktor Horáckých novin.

## Dílo
Publikoval o památkách města Třebíče a okolí. Věnoval se také kurátorské činnosti. Jeho oborem bylo i zkoumání mrákotínské žuly, o které zahájil trvalou výstavu. Věnoval se také velkou monografií životu a dílu Jana Zahradníčka. Kniha však byla kritizována. Před sametovou revolucí se věnoval i samizdatové literatuře, byl jedím z editorů samizdatové edice Rukopisy VBF, která se věnovala postupnému vydávání děl Jana Čepa, Jakuba Demla, Jana Zahradníčka a Bedřicha Fučíka.